# Jiménez (Lara)
Der Bezirk Jiménez ist einer der 9 Bezirke des Bundesstaates Lara, in Venezuela. Die Hauptstadt ist Quíbor. 
Ein Teil des Bezirks befindet sich in den Anden und hat ein temperiertes Klima. Der Tal von Quíbor liegt tiefer und hat eine viel höhere Durchschnittstemperatur (bis 38 °C). Die Wirtschaft der Region basiert vorwiegend auf der Landwirtschaft.

## Wichtigste Dörfer und Städte
- Quíbor
- Tintorero
- Cuara
- San Miguel
- Cubiro